# Petro Vlahos

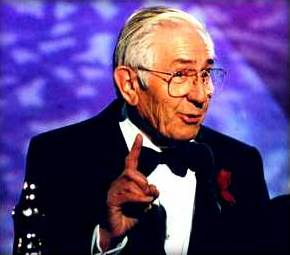
Petro Vlahos bei Entgegennahme seines dritten Oscars 1995

Petro Vlahos (* 20. August 1916 in Raton, New Mexico; † 10. Februar 2013) war ein US-amerikanischer Filmtechniker, der für seine zahlreichen filmtechnischen Entwicklungen, insbesondere auf dem Gebiet der Bluescreen-Technik, mit Filmpreisen ausgezeichnet wurde.

## Leben
Vlahos wurde in Raton am 20. August 1916 geboren. Er zeigte bereits als junger Mann eine Affinität für Elektronik und Technik. Er studierte Ingenieurwesen und machte 1941 seinen Abschluss an der Universität von Kalifornien. Während des Zweiten Weltkrieges arbeitete er bei Douglas Aircraft als Designer und als Radioingenieur bei Bell Laboratories. Nach dem Krieg arbeitete er für den Motion Picture Research Council.
Vlahos entwickelte zahlreiche Verbesserungen in der Filmtechnik im Bereich von Spezialeffekten und insbesondere auf dem Gebiet der Bluescreen-Technik. Bei der Oscarverleihung 1961 gewann er zusammen mit Arthur Holcomb von der Kameraabteilung von Columbia Pictures einen Oscar für technische Verdienste (Technical Achievement Award) „für eine Kamera-Flicker-Anzeigevorrichtung“ (‚For a camera flicker indicating device‘).
Bei der Oscarverleihung 1965 wurde ihm zusammen mit Wadsworth E. Pohl und Ub Iwerks „für die Einführung und Verbesserung von Techniken auf den Gebieten Bildmischer und Compositing“ (‚For the conception and perfection of techniques for Color Traveling Matte Composite Cinematography‘) ein Academy Award of Merit verliehen.
1978 wurde Vlahos, der 1976 in Chatsworth mit seinem Sohn Paul Vlahos das Unternehmen Ultimatte Corporation gründete, ein Sonder-Primetime Emmy „für die Erfindung und Entwicklung des ULTIMATTE-Videomischungsgerätes“ (‚For the invention and development of the ULTIMATTE video-matting device‘) verliehen.
1993 erhielt er „in Anerkennung für herausragende Dienste und Widmung für die Aufrechterhaltung der hohen Standards der Academy of Motion Picture Arts and Sciences“ (‚In appreciation for outstanding service and dedication in upholding the high standards of the Academy of Motion Picture Arts & Sciences‘) die Medal of Commendation. Bei der Oscarverleihung 1994 wurde er des Weiteren mit dem Gordon E. Sawyer Award geehrt.
Zuletzt wurde ihm bei der Oscarverleihung 1995 zusammen mit seinem Sohn Paul Vlahos erneut ein Academy Award of Merit verliehen, und zwar „für den Entwurf und die Entwicklung der Ultimatte-Bluescreen-Technik für Spielfilme“ (‚For the conception and development of the Ultimatte blue screen compositing process for motion pictures‘).

## Privates
Vlahos starb am 10. Februar 2013. Er hinterließ seine Frau und zwei Kinder sowie mehrere Enkel.

## Auszeichnungen
- 1961: Oscar für technische Verdienste (Technical Achievement Award)
- 1965: Academy Award of Merit
- 1978: Sonder-Primetime Emmy
- 1993: Medal of Commendation
- 1994: Gordon E. Sawyer Award
- 1995: Academy Award of Merit